# Српска православна црква Вазнесења Господњег у Зрењанину
Српска православна црква Вазнесења Господњег у Зрењанину, подигнута је 2017. године у највећем зрењанинском насељу Багљаш. Црква припада Епархији банатској Српске православне цркве.
Изградња храма започета је 2011. године, која је трајала, уз прекиде до 2017. године. Крст за цркву, донација Драгана Радића, освештао је 2015. године, Епископ банатски Никанор.